# Coupe de la main longue
La coupe de la main longue est une manœuvre du déclarant au jeu de bridge dans les contrats à l'atout qui consiste à couper une perdante de la main courte à l'atout par un des atouts de la main longue.
On parle également souvent de coupe de la main de base, les deux concepts se rejoignant le plus souvent puisque la main de base est généralement la main longue à l'atout (voir article 'Main de base').
À l'inverse de la coupe de la main courte, la coupe de la main longue est en fait plus souvent néfaste qu'utile au déclarant. 
Cette technique peut s'appliquer à d'autres jeux de cartes à base de levées se jouant en équipe et avec un atout.

## Inutilité
| ♠   | 2            |
| ♥   | 5 4 3 2      |
| ♦   | A 4 3 2      |
| ♣   | A 4 3 2      |
| N S |              |
| ♠   | A R D V 10 9 |
| ♥   | 6            |
| ♦   | 7 6 5        |
| ♣   | 7 6 5        |

Contrat 2♠ joué par Sud sur entame 6♠.
Couper un ♥ en Sud n'apporte rien au déclarant, il réalisera en tout état de cause 6 levées avec ses piques et 2 levées avec ses As mineurs. Seule une erreur adverse combinée à un partage 3-3 des ♣ ou des ♦ permettrait à Sud de réaliser 9 levées.

## Dangers
En coupant de la main longue à l'atout, le déclarant appauvrit celle-ci et court le risque de perdre plus tard une levée à l'atout voire, dans quelques cas plus rares, de permettre aux adversaires de faire tomber tous les atouts du camp du déclarant et de réaliser ensuite des levées de longueur dans une autre couleur. 
| ♠   | 4 3 2      |
| ♥   | 5 4 3 2    |
| ♦   | A R 2      |
| ♣   | A R D      |
| N S |            |
| ♠   | A R D V 10 |
| ♥   | 6          |
| ♦   | D V 4 3    |
| ♣   | 4 3 2      |

 Contrat 6♠ joué par Sud sur entame A♥.
Sur l'entame et la continuation ♥, Sud est bien obligé de couper sous peine de faire chuter immédiatement son contrat mais il doit bien à faire attention à ne couper ♥ que si les adversaires ne lui laissent aucune autre option.
En effet, après une coupe ♥, Sud n'a plus que 4 atouts et le contrat chutera si un des adversaires possède les 5 atouts manquants (environ 4 % de chance de se produire).
Si Sud coupe ♥ une seconde fois, le contrat chutera également si un des adversaires possédait au moins 4 atouts au début de la donne (environ 32 % de chance de se produire). 

## Utilité
La coupe de la main longue peut cependant s'avérer utile dans un certain nombre de situations:
- Lorsque suffisamment de coupes sont effectuées de la main longue de sorte que celle-ci devienne effectivement plus courte à l'atout que la main initialement courte. On appelle cette situation 'Mort inversé'. Dans ce cas particulier, les coupes de la main longue sont alors bien des 'coupes de la main secondaire'.
- Pour créer une communication vers la main longue à l'atout par exemple afin d'effectuer une impasse.
- Pour affranchir par la coupe une couleur secondaire de la main courte à l'atout.
- Pour affranchir une ou plusieurs levées d'une couleur secondaire de la main courte à l'atout dans le cas particulier d'une 'Expasse'.
- Pour préparer un jeu d'élimination et mise en main ou plus rarement un squeeze.
- Pour donner la possibilité aux adversaires de se tromper dans leurs défausses.
- Lors d'un jeu en Double coupe.